# 小行星2383
小行星2383（2383 Bradley）是一颗绕太阳运转的小行星，为主小行星带小行星。该小行星于1981年4月5日发现。
該小行星以發現者愛德華·鮑威爾的朋友馬丁·布拉德利（Martin Bradley）和莫德·布拉德利（Maud Bradley）命名。

## 轨道参数
小行星2383的轨道半长轴为2.2177796 UA，离心率为0.105。